# Dziedzictwo św. Jana Sarkandra
Dziedzictwo św. Jana Sarkandra (wcześniej Dziedzictwo bł. Jana Sarkandra dla Ludu Polskiego na Śląsku) – istniejące od 1993 roku katolickie stowarzyszenie kulturalno-oświatowe z siedzibą w Cieszynie, do którego głównych zadań zalicza się prowadzenie założonych przez siebie katolickich placówek oświatowych w Cieszynie i Czechowicach-Dziedzicach. W swojej działalności odwołuje się do tradycji cieszyńskiego stowarzyszenia Dziedzictwo bł. Jana Sarkandra dla Ludu Polskiego na Śląsku (des Sarkander-Vereines) działającego w latach 1873–1939 oraz 1945–1948.

## Rys historyczny

### Pierwsze lata

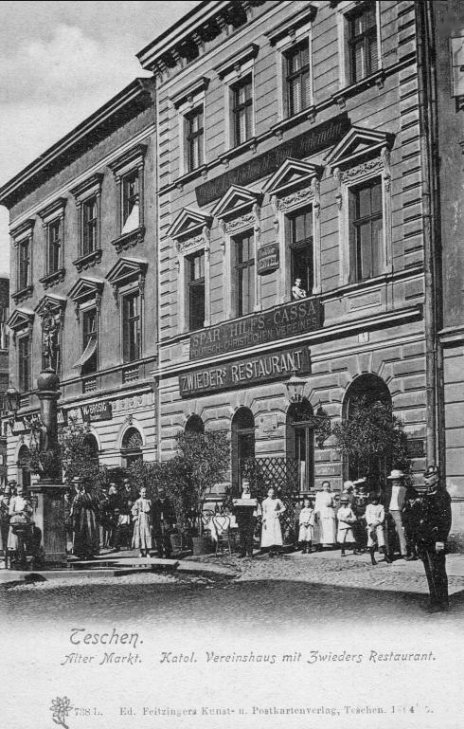
Siedziba stowarzyszenia Dziedzictwo bł. Jana Sarkandra od 1888 roku na Starym Targu w Cieszynie

Organizatorami powstałego 20 sierpnia 1873 roku w Cieszynie stowarzyszenia Dziedzictwo bł. Jana Sarkandra dla Ludu Polskiego na Śląsku byli: ks. Ignacy Świeży, ks. Teodor Janik, ks. Antoni Nogol, ks. Henryk Dziekan, ks. Karol Paździora, ks. Franciszek Muzyczka, ks. Kamil Gałuszka, ks. Franciszek Kończycki, ks. Tytus Śliwka, ks. Wojciech Schiller oraz, należący do osób świeckich, dr med. Józef Fischer. Liczba członków Dziedzictwa w momencie powstania wynosiła 60 osób. Podczas pierwszego walnego zgromadzenia organizacji, które odbyło się w grudniu 1873 roku, prezesem honorowym został wybrany ks. Józef Michałek, a funkcję prezesa objął ks. Ignacy Świeży. Zgodnie z zatwierdzonym w grudniu 1873 roku statutem celem towarzystwa było szerzenie oświaty na gruncie katolickim między ludem polskim na Śląsku Austriackim poprzez wydawanie czasopism, broszur i książek (religijnych, historycznych, powieści, poezji), organizowanie odczytów, pogadanek i prelekcji o tematyce religijnej oraz naukowej, a także zakładanie bibliotek i czytelni. W 1880 roku towarzystwo liczyło 270 członków. W październiku 1888 roku Dziedzictwo otworzyło własną siedzibę przy cieszyńskim Starym Targu. Wskutek problemów organizacyjno-finansowych w latach 1898-1904 towarzystwo przeżywało poważny kryzys, który spowodował znaczne ograniczenie działalności wydawniczej.

### Rozkwit (1904-1939)
Rozkwit towarzystwa rozpoczął się wraz z powołaniem nowego zarządu w 1904 roku Znaleźli się w nim: ks. Tomasz Dudek, ks. Wilhelm Kasperlik, ks. Józef Londzin, ks. Antoni Macoszek, ks. Jan Milik, ks. Jan Mocko, ks. Karol Olszak, ks. Rudolf Tomanek, oraz osoby świeckie: Franciszek Danel, dr Antoni Dyboski, Jan Sztwiertnia i Józef Zubek. W roku 1905 opracowano nowy statut i kontynuowano działalność wydawniczą, obejmującą modlitewniki, śpiewniki, broszurki o treści religijnej, ale też dzieła literatury polskiej. W lipcu 1918 roku do statutowych celów towarzystwa dołączyło założenie i prowadzenie własnej drukarni wraz z introligatornią, a także prowadzenie własnej księgarni z filiami i nabywanie kamienic oraz innych nieruchomości do celów „kulturalno-oświatowych”. Drukarnię posiadało towarzystwo już od roku 1913, kiedy to przejęło koncesję i budynek Jana Slany’ego przy ówczesnym Placu Teatralnym 8. Drukarnia Dziedzictwa była drugą polską drukarnią na Śląsku Cieszyńskim. W 1929 roku drukarnia została przeniesiona do nowo wybudowanego budynku na ul. Pokoju 6, w miejscu późniejszej Cieszyńskiej Drukarni Wydawniczej. Pod koniec lat trzydziestych drukarnia zatrudniała ok. 50 pracowników. W 1919 roku w wynajętym lokalu przy ulicy Szersznika 9 rozpoczęła swoją działalność księgarnia (w jej ofercie znalazły się również artykuły papiernicze, przybory do pisania i dewocjonalia). W 1926 roku została przeniesiona na Plac św. Krzyża. Od 1921 roku działała introligatornia Dziedzictwa. W 1919 roku Dziedzictwo powołało Sekretariat Generalny Towarzystw Kulturalno-Oświatowych w Cieszynie, któremu przewodniczył w latach 1919-1922 ks. Leopold Biłko, koordynujący działalność katolickich związków i stowarzyszeń młodzieżowych. W połowie lat dwudziestych zaczęła się tworzyć biblioteka Dziedzictwa, początkowo na bazie otrzymanej w 1925 roku Biblioteki Polskiej Teologów Wrocławskich w Ołomuńcu i w Widnawie. W 1929 roku w jej zasób weszła cenna spuścizna ks. Józefa Londzina. Biblioteka znajdowała się w siedzibie stowarzyszenia na Starym Targu, a za jej zbiory odpowiadał ks. Franciszek Trombala. W 1933 roku organizacja zrzeszała ok. 2,5 tys. osób. Działalność stowarzyszenia przerwał wybuch II wojny światowej. Ostatnim prezesem przed wojną był wybrany na to stanowisko w czerwcu 1939 roku ks. Leopold Biłko.

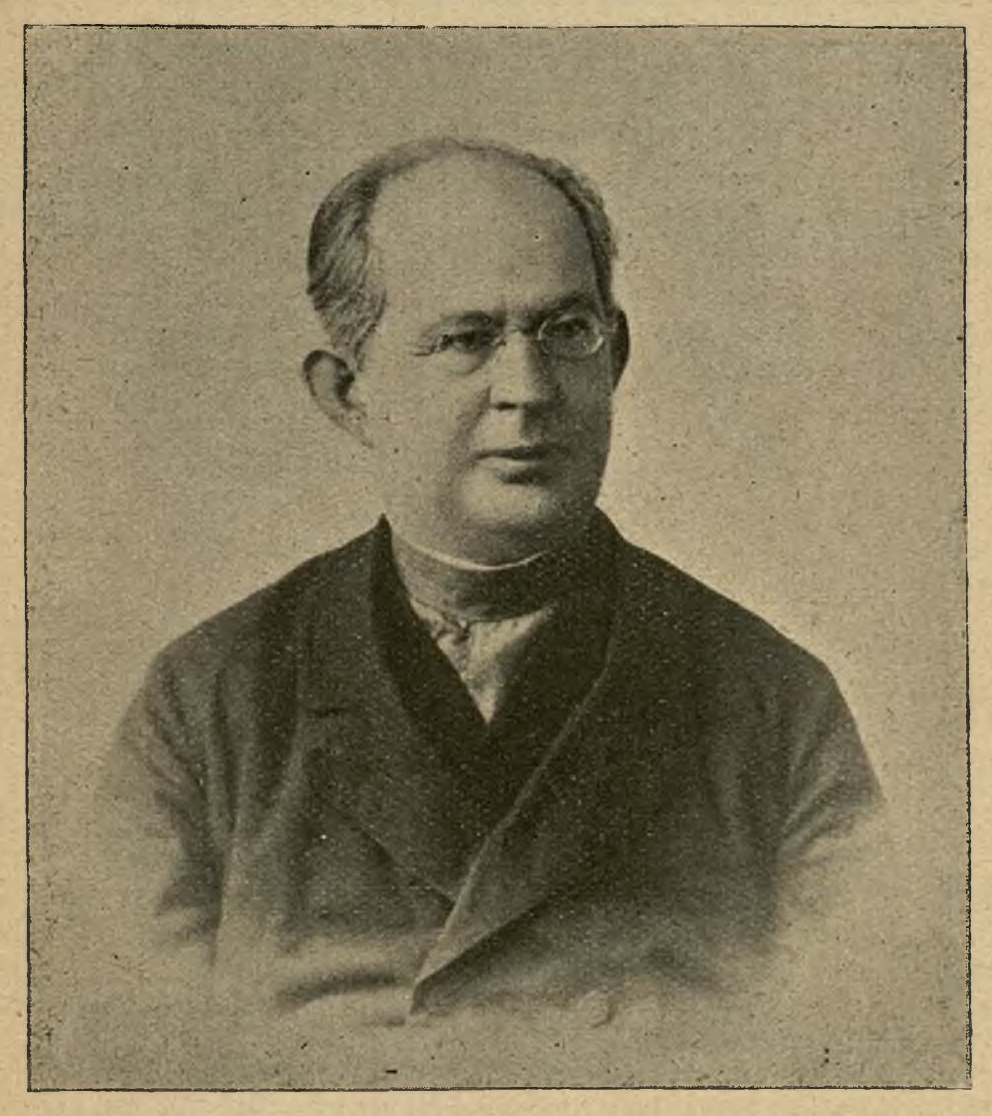
Ks. Ignacy Świeży (1839-1902), jeden z twórców Dziedzictwa 1873 roku i prezes w latach 1873-1897
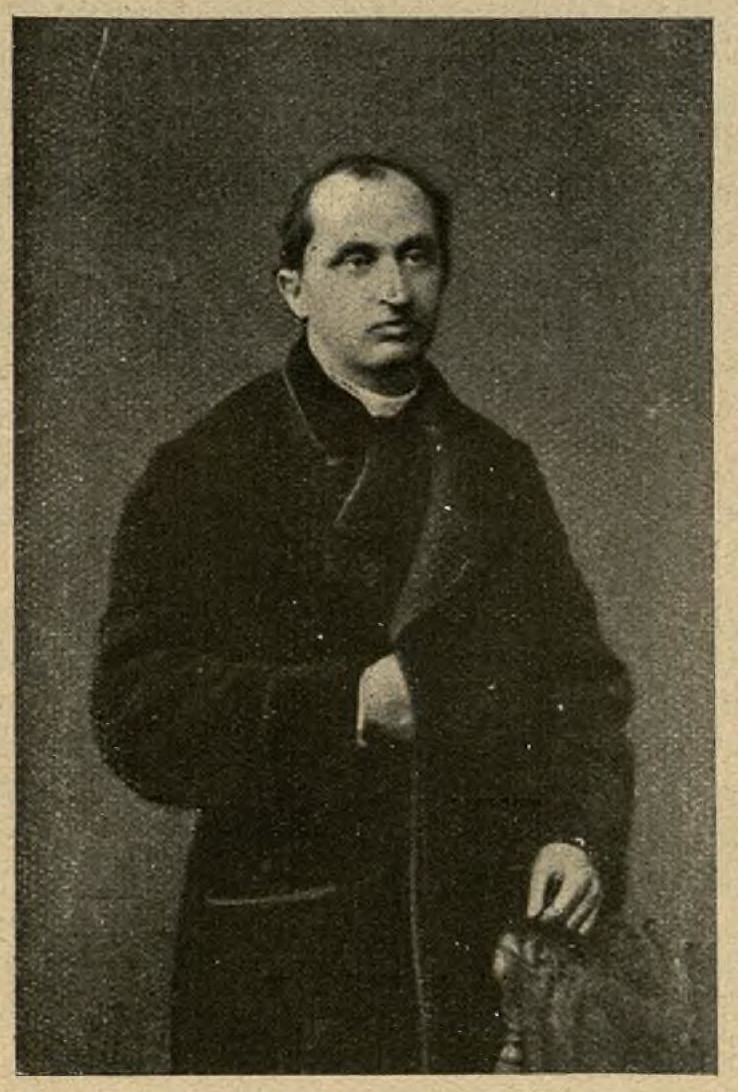
Ks. Henryk Dziekan (1842-1921), jeden z twórców Dziedzictwa w 1873 roku
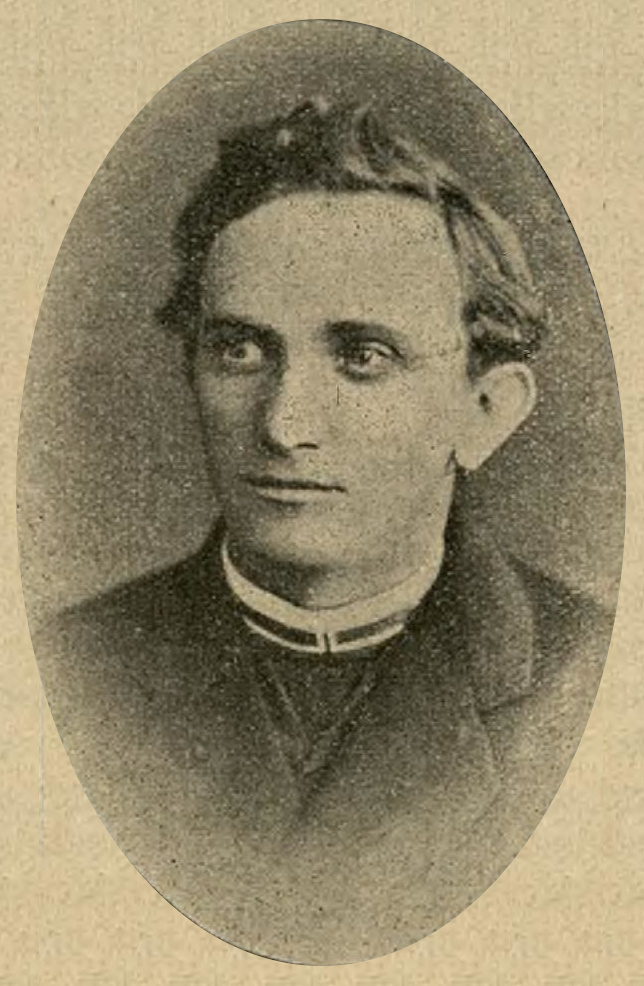
Ks. Teodor Janik (1842-1883), jeden z twórców Dziedzictwa w 1873 roku
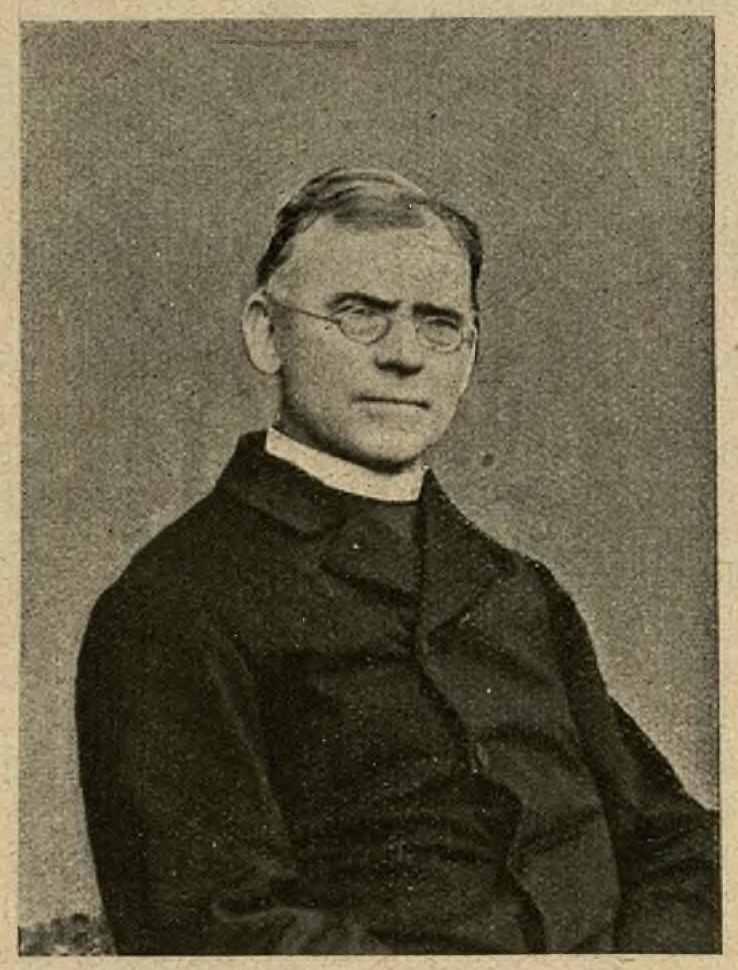
Ks. Antoni Nogol (1842-1921), jeden z twórców Dziedzictwa w  1873 roku
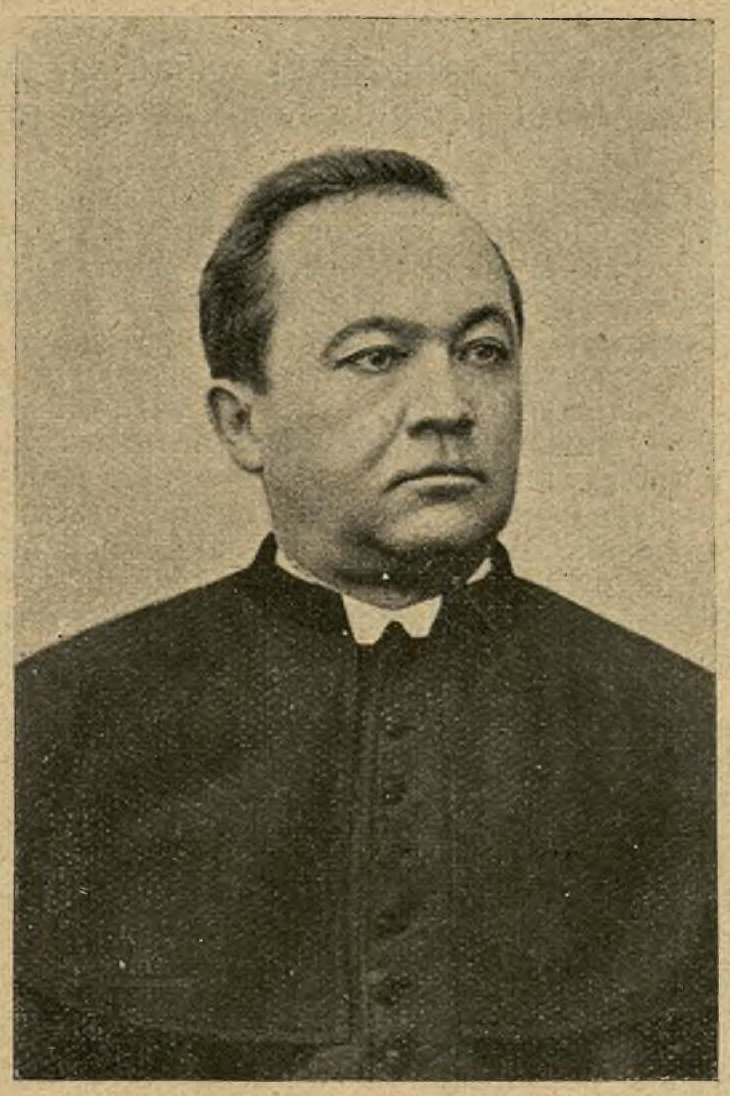
Ks. Karol Paździora (1846-1912), jeden z twórców Dziedzictwa w 1873 roku
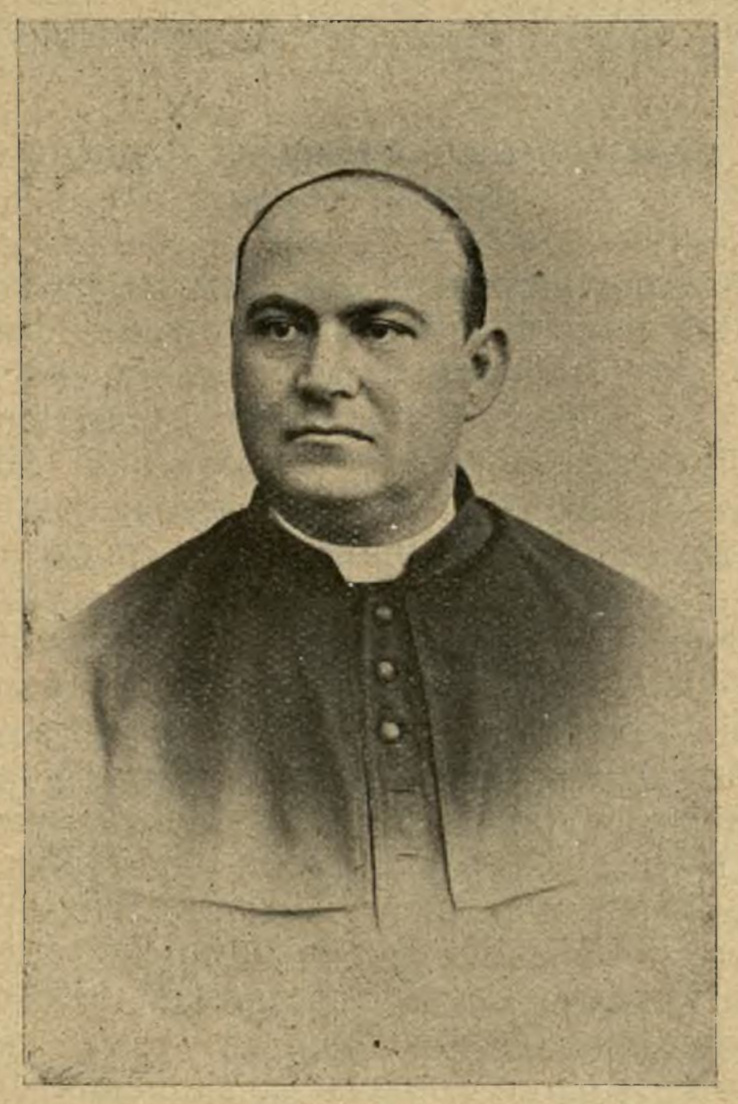
Ks. Tomasz Dudek (1849-1925), prezes Dziedzictwa w latach 1904-1925
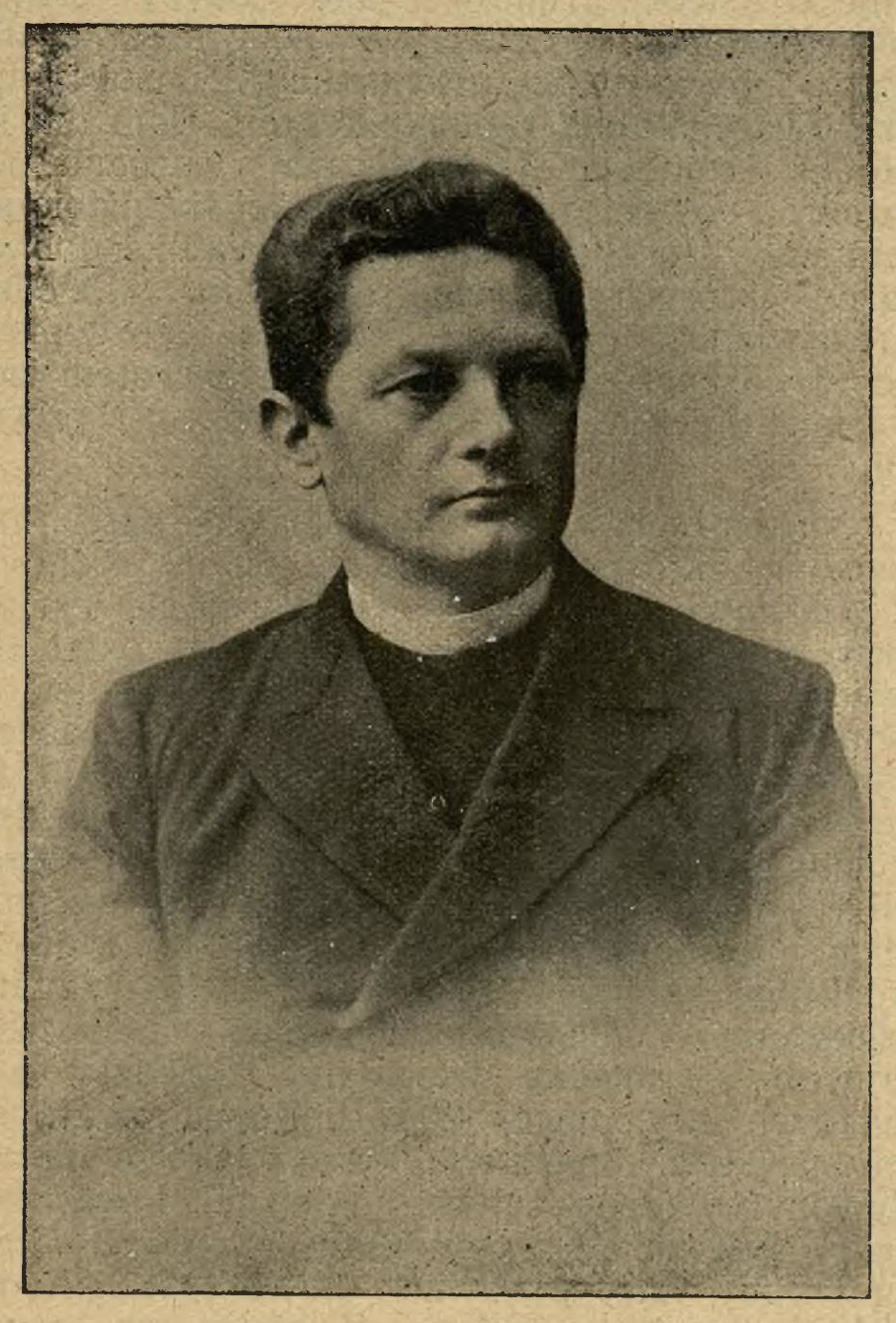
Ks. Józef Londzin, prezes Dziedzictwa w latach 1925-1928

### Druga wojna światowa
Po wybuchu wojny Niemcy rozwiązali Dziedzictwo, podobnie jak wszystkie inne polskie stowarzyszenia. Władze okupacyjne mianowały na stanowisko komisarycznego kierownika drukarni Huberta Machatschka, ostatecznie jednak zakład zamknięto, a w 1941 roku jego wyposażenie wywieziono. W lokalach drukarni urządzono fabrykę płaszczów przeciwgazowych dla niemieckiego wojska. Podobnie jak w przypadku innych cieszyńskich bibliotek polskich, zasób Biblioteki Dziedzictwa został przez Niemców przeznaczony do zniszczenia. Część najcenniejszych materiałów została wyniesiona z biblioteki i ukryta przez administratora i redaktora „Gwiazdki Cieszyńskiej” Karola Ferdynanda Sabatha oraz kierownika księgarni Dziedzictwa Bernarda Dziedziaka. Były to m.in. komplet roczników „Gwiazdki Cieszyńskiej”, rękopiśmienny pamiętnik Pawła Stalmacha, wycinek korespondencji Pawła Stalmacha, maszynopis „Wyrąbanego chodnika” Gustawa Morcinka oraz prawdopodobnie cieszyński rękopis „Roty” z 1910 roku. Poza książkami zniszczona została m.in. spuścizna ks. Józefa Londzina i większość spuścizny Pawła Stalmacha. Z księgarni Dziedzictwa ekspedientowi Janowi Walicy udało się uratować ok. 70 książek. Wskutek represji okupanta na polskiej inteligencji i duchowieństwie w obozach koncentracyjnych zginęli m.in. długoletni prezes towarzystwa ks. Rudolf Tomanek i wiceprezes Karol Palarczyk, redaktor „Gwiazdki Cieszyńskiej” Karol Ferdynand Sabath, introligator Franciszek Brudny oraz linotypista drukarni Franciszek Gomola. Za współpracę z ruchem oporu w więzieniu w Mysłowicach został ścięty ekspedient księgarni Dziedzictwa Teofil Kocjan. Większą część wojny w obozach spędzili: sekretarz towarzystwa ks. Jerzy Marekwica, jego ostatni prezes ks. Leopold Biłko czy kierownik drukarni Franciszek Hess.

### Lata 1945-1950
Po zakończeniu wojny towarzystwo wznowiło działalność i przejęło na powrót część swoich nieruchomości, m.in. księgarnię przy placu św. Krzyża 1 gdzie znalazła się jego tymczasowa siedziba. Stowarzyszeniem kierował w tym czasie ks. Leopold Biłko. Oprócz niego udzielali się w nim m.in. ks. Henryk Holubars, ks. Józef Wrzoł, drukarz Franciszek Hess-Halski oraz nauczyciele Paweł Bocek i Emil Sznapka. Prócz prób wznowienia działalności wydawniczej i prowadzenia księgarni, towarzystwo skupiło się na dokumentowaniu zbrodni okresu II wojny światowej na Śląsku Cieszyńskim oraz odtworzeniu biblioteki. W nowej rzeczywistości politycznej towarzystwo było jednak skazane na likwidację ze strony chcących mieć monopol na działalność kulturotwórczą władz. Budynek drukarni został przejęty przez Skarb Państwa w styczniu 1946 roku, a swoją siedzibę znalazła tam Cieszyńska Drukarnia Wydawnicza. Budynek rozbudowano do stanu obecnego w latach 1962-1968. We wrześniu 1948 roku zarząd podjął decyzję o rozwiązaniu Dziedzictwa i przekazaniu całego majątku na rzecz Rzymskokatolickiej Diecezji Katowickiej. Księgarnia przejęta została przez diecezjalną Księgarnię św. Jacka. Oficjalnie decyzję o likwidacji Stowarzyszenia Dziedzictwo bł. Jana Sarkandra podjęło Prezydium Wojewódzkiej Rady Narodowej w Katowicach w dniu 5 grudnia 1950 roku.

## Współczesność
Stowarzyszenie zostało reaktywowane 26 października 1993 roku pod nazwą Dziedzictwo św. Jana Sarkandra. W składzie Zarządu znaleźli się: ks. Henryk Satława, Tadeusz Brachaczek, Franciszek Hess-Halski, Emilia Skupień, Roman Szwenda i Karol Branny. Towarzystwo zaczęło wydawać czasopismo „Dziedzictwo” (1994-2010). Udało się również odzyskać część przedwojennego majątku - księgarnię i kamienicę na Starym Targu. W 1997 roku Dziedzictwo założyło Katolickie Liceum Ogólnokształcące im. św. Melchiora Grodzieckiego w Cieszynie. Dodatkowo w 1999 roku powstało Gimnazjum Katolickie, a w 2001 roku Katolicka Szkoła Podstawowa im. Świętej Rodziny oraz Katolickie Przedszkole im. Dzieciątka Jezus. W ten sposób powstał pierwszy w Cieszynie kompleks katolickich placówek oświatowych, który proponował naukę od przedszkola do matury. W nieodległych Czechowicach-Dziedzicach działalność w 2009 roku rozpoczęło Katolickie Gimnazjum (w 2017 roku przekształcone w Katolicką Szkołę Podstawową) oraz Przedszkole Katolickie. W 2014 roku stowarzyszenie uruchomiło internetowy portal społeczno-chrześcijański „Gwiazdka Cieszyńska”, będący w założeniu kontynuatorem papierowego czasopisma o tym tytule wydawanego do 1939 roku. Od 2019 roku jego asystentem kościelnym jest ks. Tomasz Sroka będący jednocześnie dyrektorem Katolickiego LO i Katolickiej SP w Cieszynie. Oprócz tego do statutowych działań towarzystwa zalicza się organizowanie wykładów, odczytów, kursów i szkoleń, organizowanie rekolekcji rodzinnych i środowiskowych oraz pielgrzymek, prowadzenie działalności wydawniczej, bibliotek oraz czytelni, organizowanie i wspomaganie innej działalności kulturalnej (m.in. przedstawień, występów chórów itp.), działalność charytatywna czy w końcu prowadzenie działalności gospodarczej w celu gromadzenia środków materialnych do finansowania podstawowych celów stowarzyszenia.

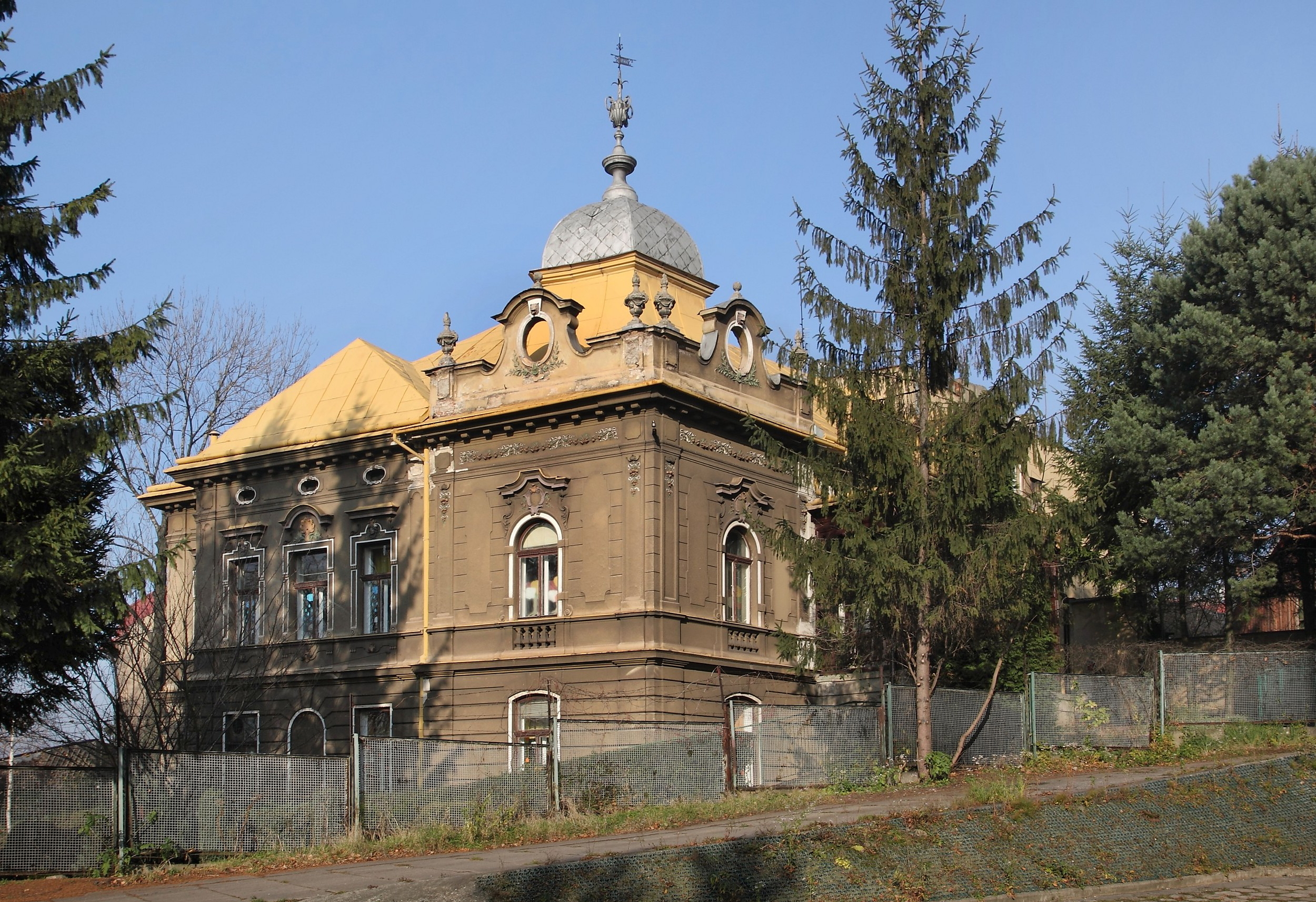
Siedziba Katolickiego Przedszkola im. Dzieciątka Jezus w Cieszynie
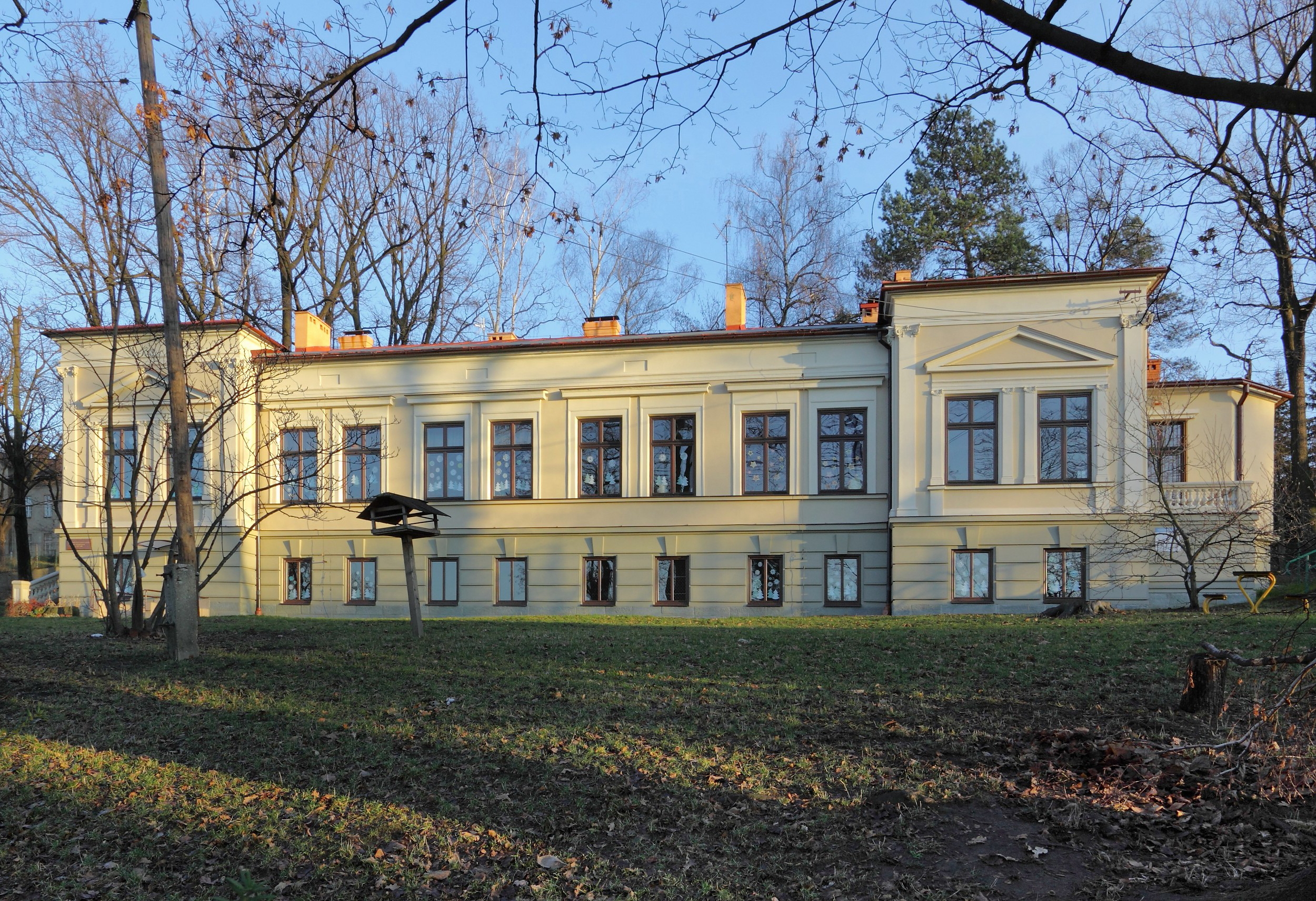
Siedziba Katolickiej Szkoły Podstawowej im. Świętej Rodziny w Cieszynie
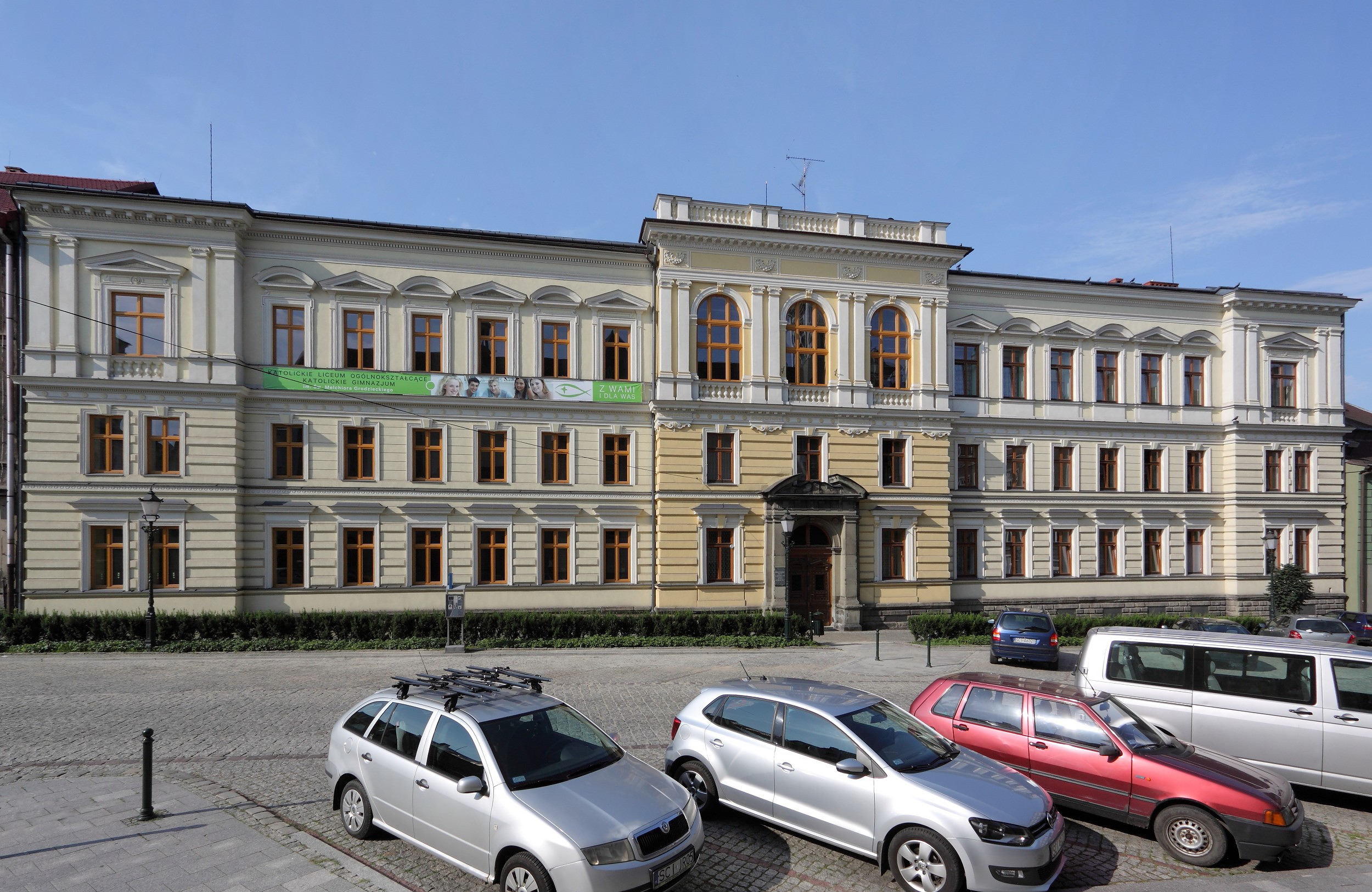
Siedziba stowarzyszenia Dziedzictwo św. Jana Sarkandra oraz Katolickiego Liceum Ogólnokształcącego im. św. Melchiora Grodzieckiego w Cieszynie

## Działalność wydawnicza

### Ogólna charakterystyka
W latach 1873–1939 Dziedzictwo wydało ponad sto własnych pozycji książkowych i kilkadziesiąt kalendarzy o łącznym nakładzie szacowanym na 700 tys. – 1 mln egzemplarzy. Sztandarowe wydawnictwa (modlitewniki, śpiewniki czy literatura popularna) ukazywały się zazwyczaj w dużych nakładach (1 tys. – 10 tys. egzemplarzy) i były rozprowadzane również poza Śląskiem Cieszyńskim. Oprócz tego drukarnia stowarzyszenia wykonywała zlecenia dla wydawnictw krakowskich, poznańskich i warszawskich. Pierwszą wydaną przez Dziedzictwo książką była wydana w 1874 roku broszura ks. Ignacego Świeżego „O męstwie chrześcijańskim”. Prezes stowarzyszenia w pierwszym dwudziestopięcioleciu jego istnienia napisał, opracował bądź przetłumaczył dziewięć dzieł religijnych oraz napisał własną pracę o cieple. To właśnie literatury religijnej towarzystwo wydawało najwięcej. Duże znaczenie miało dla Dziedzictwa przekazanie przez ks. Jana Żmijkę praw wydawniczych do swojej przeróbki słynnego kancjonału ks. Antoniego Janusza. Ks. Teodor Janik umożliwił uzyskanie praw wydawniczych dzieł opracowanych przez jezuitów, w tym „Żywotów Pańskich” ks. Piotra Skargi. Od 1877 roku Dziedzictwo uczestniczyło w wydawaniu „Kalendarza Cieszyńskiego” drukowanego przez Karola Prochaskę, a w latach 1910–1920 wydawało samodzielnie „Kalendarz Dziedzictwa”. W czasie rewolucji 1905 roku wydano trzy broszurki ks. Jana Biłki o stosunku katolików do socjalizmu. Wydanie przez Dziedzictwo powieści Walentego Krząszcza („Janek” „Szkoła na pustkowiu” i in.) wprowadziło tego nauczyciela do grona poczytnych regionalnych pisarzy. W 1906 roku nakładem towarzystwa ukazało się cieszyńskie wydanie „Pana Tadeusza”. Podczas I wojny światowej Dziedzictwo wydawało polskie modlitewniki dla żołnierzy. W drukarni Dziedzictwa w dwudziestoleciu międzywojennym drukowane było kilka ważnych periodyków, m.in. kwartalnik „Zaranie Śląskie”, „Gwiazdka Cieszyńska”, „Rocznik Towarzystwa Tatrzańskiego – Beskid Śląski”, miesięcznik „Przyrodnik” czy „Rocznik Towarzystwa Przyjaciół Nauk na Śląsku”. W 1932 roku ks. Rudolf Tomanek wydał z papierów pośmiertnych ks. Józefa Londzina „Kościoły drewniane na Śląsku”. Ostatnią książką w 1939 roku był drukowany już podczas okupacji, modlitewnik „Chwalcie Pana” (wyd. 8, nakł. 10 tys. egzemplarzy). Tytuł ten nie ujrzał światła dziennego, gdyż cały nakład został skonfiskowany przez gestapo i przeznaczony na przemiał. W 1947 roku reaktywowane Dziedzictwo wydało ponownie zniszczony przez Niemców nakład „Chwalcie Pana” oraz „Wyrąbany chodnik” Gustawa Morcinka, którego maszynopis ocalono przed zniszczeniem.

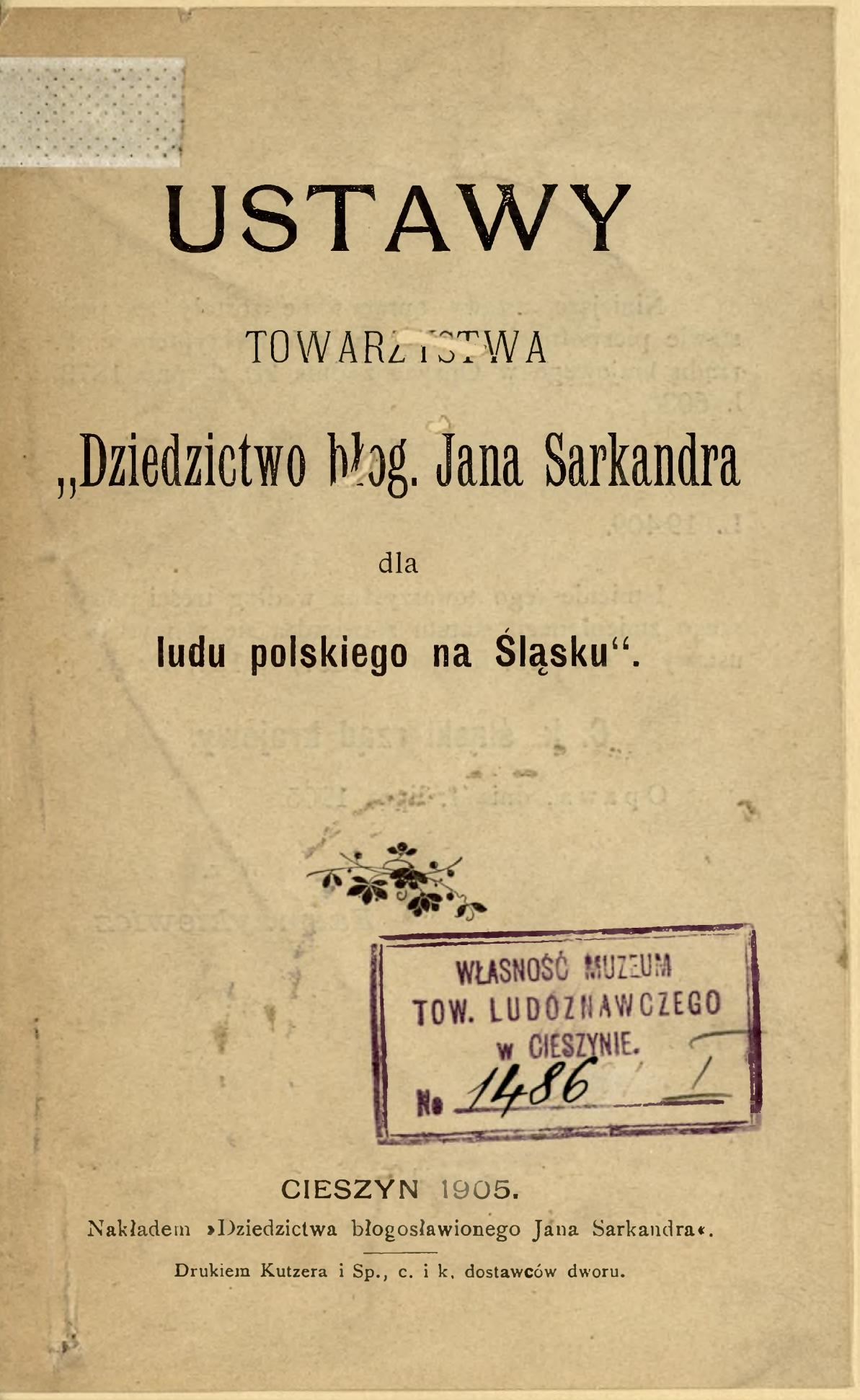
Ustawy towarzystwa "Dziedzictwo błog. Jana Sarkandra dla ludu polskiego na Śląsku" (Cieszyn, 1905)
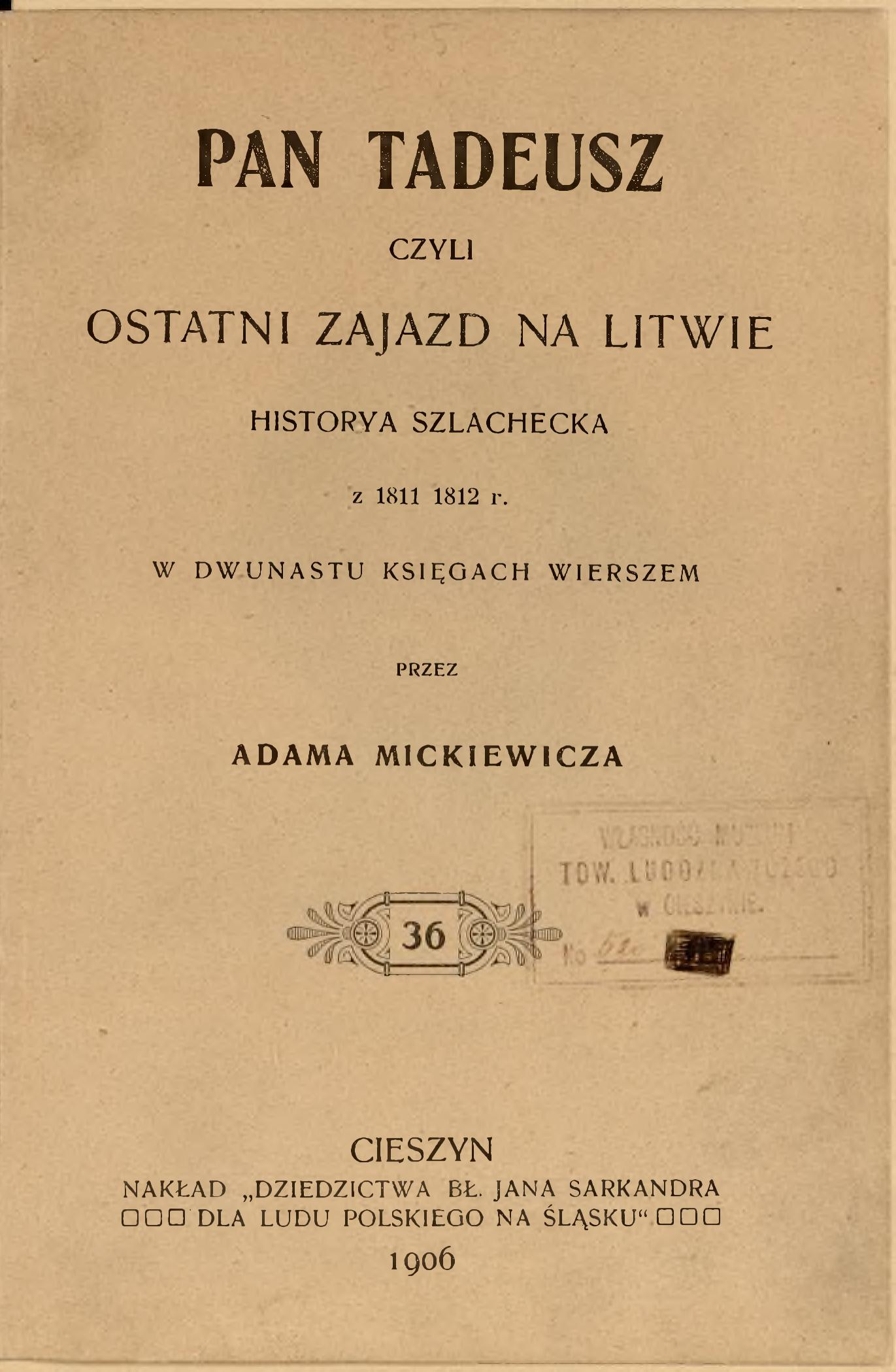
Adam Mickiewicz, Pan Tadeusz (Cieszyn, 1906)
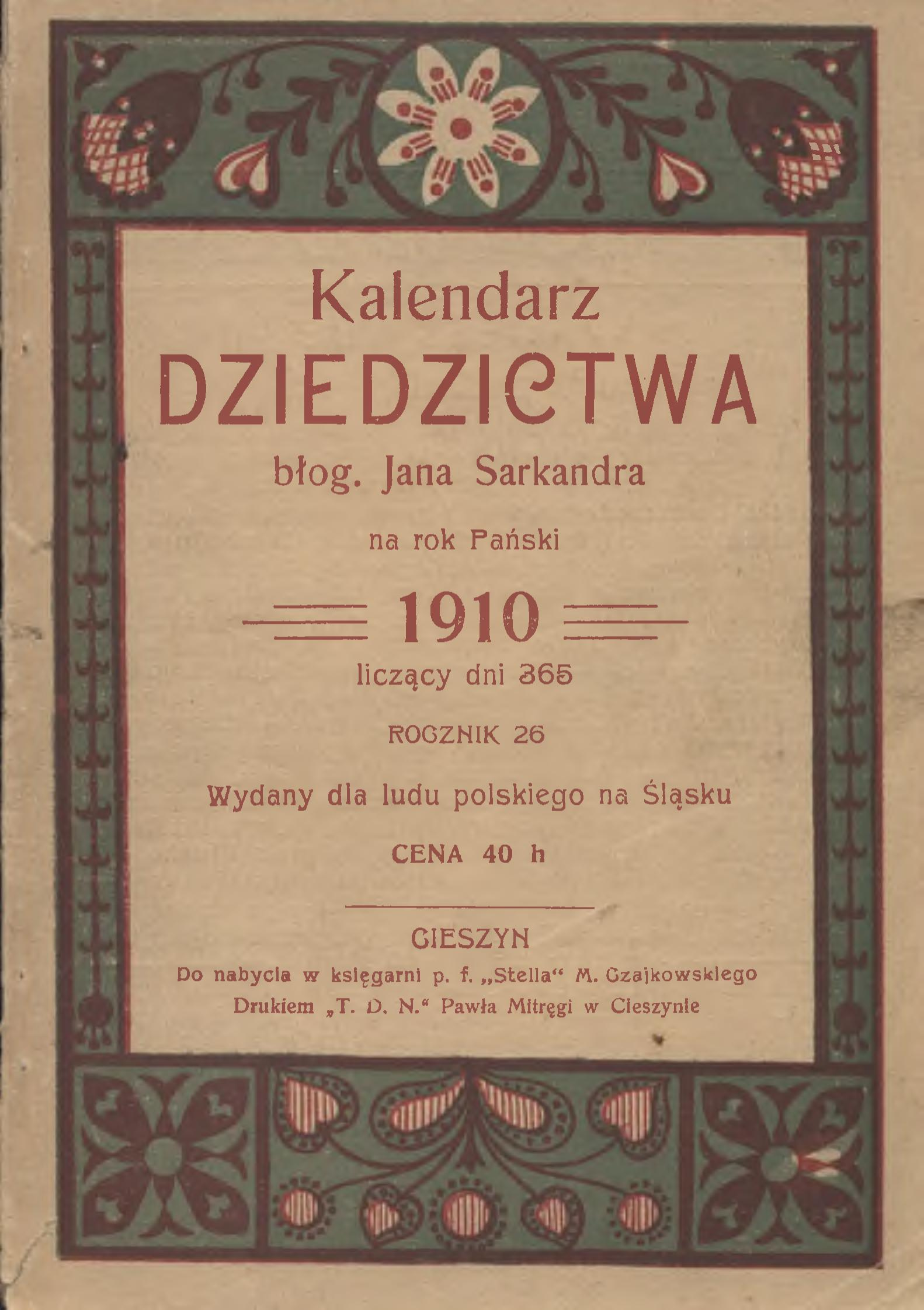
Kalendarz Dziedzictwa błog. Jana Sarkandra na rok pański 1910 (Cieszyn)
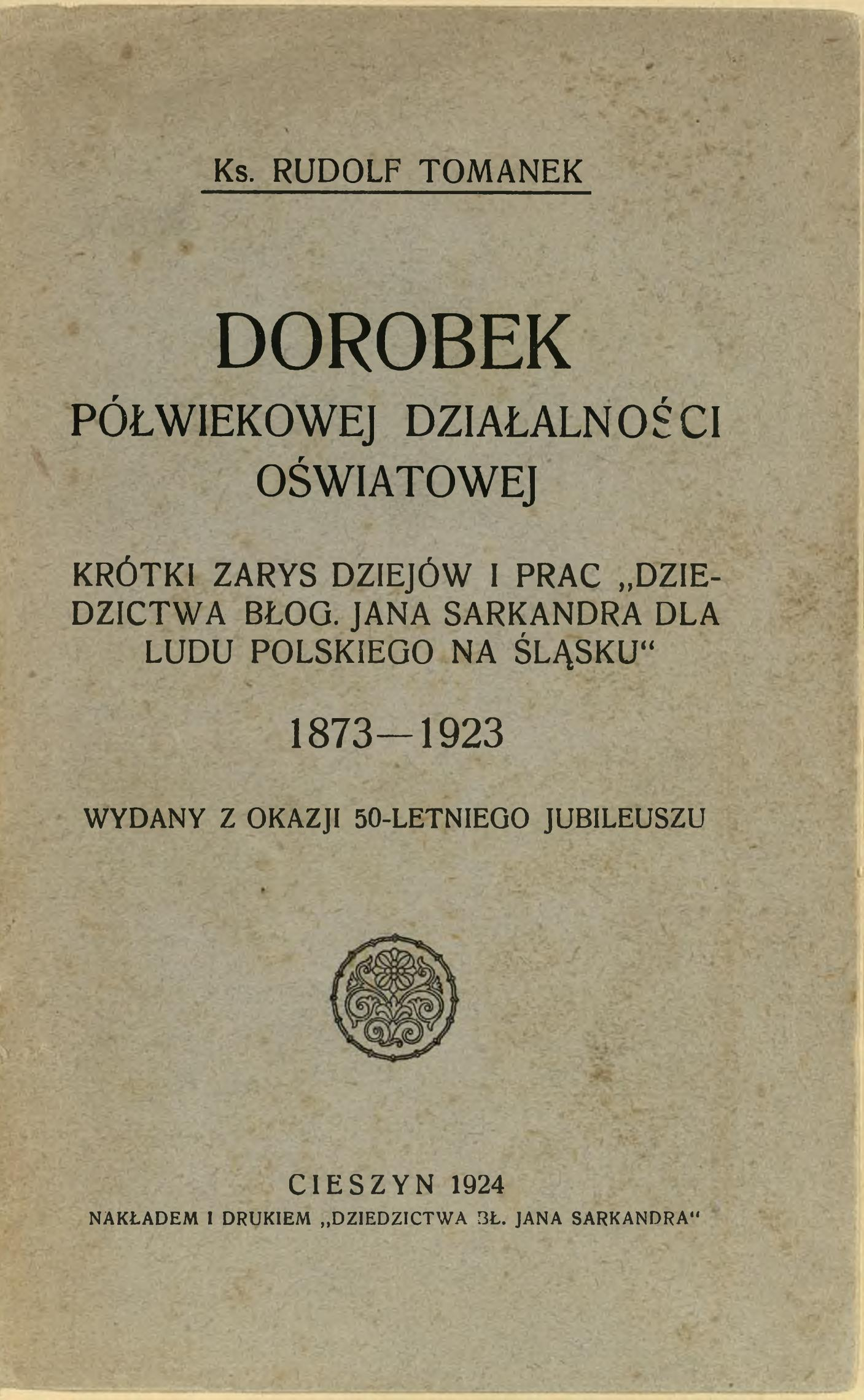
Rudolf Tomanek, Dorobek półwiekowej działalności oświatowej Dziedzictwa (Cieszyn, 1924)

### Modlitewnik „Chwalcie Pana”

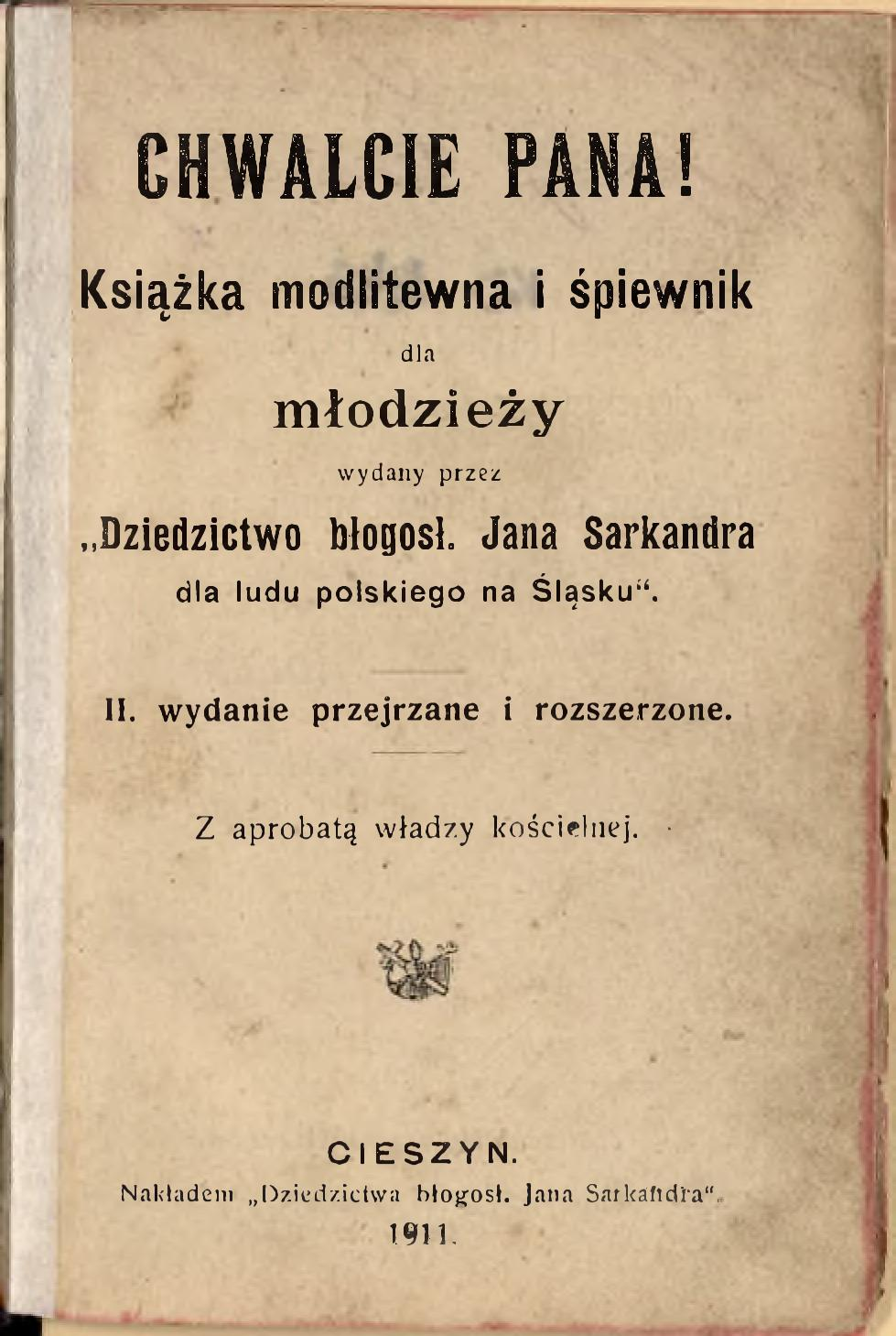
Karta tytułowa modlitewnika "Chwalcie Pana" w opracowaniu ks. Rudolfa Tomanka (Cieszyn 1911)

Jednym z najważniejszych dokonań Dziedzictwa było wydanie modlitewnika „Chwalcie Pana”, którego pierwsza edycja, zredagowana przez ks. Rudolfa Tomanka, ukazała się w 1909 roku. Był to początkowo przeznaczony dla młodzieży wyciąg z „Nowego Kancjonału” wydanego przez Dziedzictwo po raz pierwszy w 1905 roku. Poprzedni modlitewnik dla młodzieży, „Kancyonał katolicki mniejszy”, ukazał się w 1887 roku i na początku XX wieku był już mocno zdezaktualizowany. „Chwalcie Pana” wraz z kolejnymi wydaniami w coraz większym stopniu stawało się modlitewnikiem skierowanym do ogółu wiernych. Do 1931 roku ukazało się siedem wydań, w łącznym nakładzie 47 tys. egzemplarzy. Wydrukowane już po wybuchu II wojny światowej wydanie ósme zostało w całości zniszczone przez Niemców (10 tys. egzemplarzy). Wydawanie modlitewnika było kontynuowane po wojnie. W latach 1947 i 1950 kolejne dwie edycje (ósmą i dziewiątą) wydało w Cieszynie Dziedzictwo. Po likwidacji stowarzyszenia w 1950 roku kolejne wydania ukazywały się w Katowicach pod redakcją ks. Józefa Wrzoła, a następnie ks. Karola Tomali. Wydawcą była Kuria Diecezjalna w Katowicach, a następnie Księgarnia św. Jacka. Po reaktywacji Dziedzictwa w 1993 roku stowarzyszenie wróciło do wydawania modlitewnika – w 1994 roku ukazała się 23. edycja jeszcze pod redakcją ks. Karola Tomali. W 1996 roku ukazało się pierwsze wydanie „Chwalcie Pana” ze zmienionym podtytułem („Modlitewnik diecezji bielsko-żywieckiej”) pod redakcją księży Henryka Satławy i Cezarego Dulki. W 2017 roku ukazało się piąte wydanie nowej edycji modlitewnika w opracowaniu ks. Piotra Góry. W sumie w latach 1909–2017 modlitewnik „Chwalcie Pana” doczekał się 28 wydań.

## Prezesi Dziedzictwa
- ks. Ignacy Świeży (1873-1897)
- ks. Jan Sikora (1897-1904)
- ks. Tomasz Dudek (1904-1925)
- ks. Józef Londzin (1925-1928)
- ks. Rudolf Tomanek (1928-1939)
- ks. Leopold Biłko (1939, 1945-1948)
- ks. Henryk Satława (1993-2014)
- ks. biskup Roman Pindel (2014-)